# Шаповалов, Александр Семёнович
Алекса́ндр Семёнович Шапова́лов (настоящая фамилия — Шаповал; 1924—?) — сержант Советской Армии, участник Великой Отечественной войны, Герой Советского Союза (1944), лишён звания в 1948 году.

## Биография
Родился в 1924 году в селе Тростянец (ныне — город в Тростянецком районе Сумской области Украины) в семье крестьянина. После окончания начальной школы работал в колхозе. В начале Великой Отечественной войны оказался в оккупации. После освобождения в 1943 году был призван на службу в Рабоче-крестьянскую Красную Армию.
15 сентября 1943 года в бою за город Ромны Сумской области вместе со своим отделением отразил несколько вражеских контратак, уничтожив около 23 солдат и офицеров противника. В ходе битвы за Днепр он первым в своём подразделении переправился через реку, автоматным огнём уничтожил шесть солдат противника, прикрывая переправу остальных бойцов.
6 ноября на подступах к Киеву в районе посёлка Святошино, скрытно пройдя во фланг немецким подразделениям, открыл пулемётный огонь, оттянув на себя большие силы противника, что позволило батальону освободить посёлок. 7 ноября в районе деревни Жуляны (ныне — в черте Киева), когда советские пехотинцы стали отступать, Александр Шаповалов поднял их в атаку, пулемётным огнём уничтожив более 50 солдат и офицеров противника. 14 ноября был представлен к званию Героя Советского Союза, но военный совет 38-й армии принял решение наградить его орденом Славы 3-й степени. Позднее это же представление ушло в Москву и там было одобрено.
Указом Президиума Верховного Совета СССР «О присвоении звания Героя Советского Союза генералам, офицерскому, сержантскому и рядовому составу Красной Армии» от 10 января 1944 года за «образцовое выполнение боевых заданий командования на фронте борьбы с немецко-фашистскими захватчиками и проявленные при этом отвагу и геройство» был удостоен высокого звания Героя Советского Союза с вручением ордена Ленина и медали «Золотая Звезда».
После окончания войны продолжал службу в Советской Армии. В июне 1946 года совместно с несколькими сослуживцами, находясь на сельскохозяйственных работах, ограбил местного жителя. В июле того же года в состоянии алкогольного опьянения в драке ранил ножом сослуживца. В сентябре 1946 года был арестован. 16 октября 1946 года военный трибунал 22-й механизированной дивизии приговорил его по совокупности статей к 7 годам исправительно-трудовых лагерей.
Указом Президиума Верховного Совета СССР от 30 января 1954 года за «проступки, порочащие звание орденоносца, согласно „Общему Положению об орденах СССР“» был лишён всех званий и наград.
Дальнейшая судьба не установлена.